# Jämthund
Jämthund, còn được gọi là Chó săn huơu Thụy Điển (Swedish Elkhound/Moosehound), là một giống chó thuộc loại chó đuôi cuộn được tìm thấy ở Bắc Âu. Jämthund tương tự như Jämtland, một tỉnh ở Thụy Điển. Gióng chó này có ngoại hình giống sói.

## Huyết thống
Giống nằm dưới nhánh DNA ty thể gọi là d1 chỉ được tìm thấy ở miền Bắc Scandinavia. Đó là kết quả của việc lai giống chó sói đực giống đực xảy ra sau khi thuần hóa. Kiểu gen d1 có nguồn gốc từ 480-3,000 năm trước và được tìm thấy trong tất cả các giống liên quan đến Sami: Finnish Lapphund, Swedish Lapphund, Lapponian Herder, Jämthund, Chó săn huơu Na Uy và Hällefors Elkhound. Chuỗi chó sói mẹ đã đóng góp cho những giống chó này không được xuất hiện trên khắp châu Âu và nhánh của nó trên cây phát sinh chủng loại được bắt nguồn từ cùng một trình tự như chó Altai 33.000 năm tuổi (không phải là tổ tiên trực tiếp).

## Ngoại hình
Jämthund có một chiếc đuôi cong; khi thư giãn đuôi sẽ treo thẳng xuống, đôi tai dựng đứng, và bộ lông đôi. Mắt có màu nâu. Chiều cao của con đực là 57–65 cm ở các vai, nặng 30–35 kg. Chiều cao của con cái là 52–60 cm, nặng 25–30 kg.
Jämthund khác biệt so với Chó săn huơu Na Uy. Khuỷa tay của chó săn huơu Na Uy ngắn và to hơn nhiều so với Jämthund, và hình dạng đuôi của nó rất khác. Nó cũng có một mặt nạ đen trên mõm, trong khi Jämthund có một mõm trắng, má trắng và các dấu hiệu sói điển hình.

## Tập tính
Mặc dù bình tĩnh và trìu mến với gia đình, Jämthund chiếm ưu thế hơn so với những giống chó khác.
Jämthund sẽ hạnh phúc, yêu thương để làm hài lòng chủ nhân của nó.

## Thể dục
Giống như hầu hết các giống chó được phát triển để săn bắn, Jämthund cũng cần đòi hỏi rất nhiều bài tập thường xuyên để giữ dáng, cả thể chất và tinh thần. Nó nhanh chóng trở nên chán nếu giữ trong nhà quá lâu và có thể trở nên phá hoại.

## Chăm sóc
Thường xuyên chải lông là cần thiết để giữ cho lớp lông dày đặc từ thảm. Không nên tắm thường xuyên vì nó có xu hướng làm khô lớp chống chịu thời tiết.

## Lịch sử
Jämthund được công nhận là giống chó vào năm 1946, do công việc của Aksel Lindström và những người khác. Trước đó, Jämthund và Norwegian Elkhound được xem là giống chó. Chúng được sử dụng để săn nai sừng tấm và kéo xe trượt. Trong phương ngữ địa phương, nó còn được gọi là bear dog (chó gấu). Nó là một trong số rất ít con chó không sợ gấu.